# Йохем Верберне
Йохем Верберне (нід. Jochem Verberne, 20 січня 1978) — нідерландський академічний веслувальник.
Срібний призер Олімпійських Ігор 2000 року в складі парної четвірки.